# Norges historiska unioner
Norge har ingått i åtskilliga historiska unioner.

## Historiska unioner
- Sverige 1319-1343 och 1362-1364 (personalunion):
  - Magnus Eriksson (1316-1374) var kung av Norge 1319-1343 och Sverige 1319-1364.
  - Håkan Magnusson (1340-1380) var kung av Norge 1355-1380 och medkung av Sverige 1362-1364.
- Danmark-Norge 1380-1397
  - Olof Håkansson (1370-1387) var kung av Danmark 1376-1387 och kung av Norge 1380-1387.
  - Drottning Margareta (1353-1412), förmyndare för sonen Olof som regent i Norge och Danmark. Regerande drottning från 1387, dessutom drottning av Sverige från 1389.
  - Utvidgades 1397 till Kalmarunionen.
- Kalmarunionen: Sverige (inklusive Finland) med Danmark och Norge (inklusive Island och Färöarna) 1397-1524 (personal- och realunion).
  - Instiftades formellt vid unionsmötet i Kalmar 1397, i praktiken redan 1389, då Margareta, som redan var regerande drottning av Danmark och Norge, blev regerande drottning av Sverige.
  - Förutom de instiftande staterna ingick:
    - Grönland under Norge till mellan 1369 och 1409.
    - Shetlandsöarna och Orkneyöarna under Norge till 1468.
    - Slesvig som Holstein-Rendsburgs län under Danmark till 1390, därefter som Holsteins län under Danmark till 1460.
    - Rügen som Pommern-Wolgasts län under Danmark till 1438
    - Helgoland under Danmark till början av 1400-talet.
    - Gotland under Danmark till 1394; 1408-1439 och från 1449.
    - Pommern-Stolp 1397-1439 (personalunion).
    - Oberpfalz 1443-1448 (personalunion).
    - Schleswig-Holstein från 1460 (personalunion).

  - Fyra gånger bröt sig Sverige ut ur unionen: 1448-1457; 1464-1497; 1501-1520 och från 1523. 1449 deltog även Norge i utbrytningen i personalunion med Sverige.
  - Upplöstes formellt vid Malmö recess 1524, men inte förrän vid freden i Stettin 1570 avsade sig Danmark alla anspråk på att återupprätta unionen.
- Danmark-Norge 1524-1536 och 1660-1814
  - Efter Kalmarunionens upplösning 1524 blev Norge 1536 en dansk provins, för att 1660 åter bli ett rike i personalunion med Danmark.
- Svensk-norska unionen 1814-1905 (personal- och realunion).
- Skandinaviska myntunionen med Danmark och Sverige 1873-1924 (valutaunion).

## Nutida unioner
- Nordiska passunionen från 1954 (passunion).
- Schengensamarbetet från 2001 (passunion)

Ersätter huvudsakligen Nordiska passunionen.